# David Micó Martínez
David Micó Martínez   (l'Olleria, 12 de maig de 1977) és un ex-pilot de motociclisme valencià que competí internacionalment durant la temporada de 1999 i la de 2000 en categoria 125cc.

## Trajectòria
Micó participà en el Campionat d'Europa de 125cc a finals de la dècada de 1990, acabant-hi el 26è el 1996, 13è el 1997, 29è el 1998 i 43è el 2000.
La temporada de 1999 debutà en el Campionat del Món de la mateixa categoria amb Aprilia, després d'haver aconseguit un passi de "comodí" (wild card) per a participar en el Gran Premi de la Comunitat Valenciana. En aquella cursa acabà el novè, essent 28è en la classificació final de la temporada. L'any 2000 disputà dos Grans Premis més, però sense aconseguir-hi punts.

## Resultats al Mundial de motociclisme[1]
| Any   | Categoria | Moto    | Curses | Victòries | Podi | Pole | Fast lap | Punts | Posició |
| ----- | --------- | ------- | ------ | --------- | ---- | ---- | -------- | ----- | ------- |
| 1999  | 125cc     | Aprilia | 1      | 0         | 0    | 0    | 0        | 7     | 28è     |
| 2000  | 125cc     | Aprilia | 2      | 0         | 0    | 0    | 0        | 0     | -       |
| Total |           |         | 3      | 0         | 0    | 0    | 0        | 7     |         |